# Cadaqués Orchestra
La Cadaqués Orchestra (in spagnolo Orquesta de Cadaqués, in catalano Orquestra de Cadaqués) è un'orchestra da camera con sede a Cadaqués, Catalogna in Spagna.
L'orchestra venne fondata ne 1988 come orchestra residente del Cadaqués Festival. Da allora è divenuta un'orchestra stabile con una regolare stagione di concerti.
Gianandrea Noseda ne è stato il direttore principale dal 1994, l'anno in cui vinse la Cadaqués Orchestra International Conducting Competition. Il direttore principale ospite è stato il direttore d'orchestra britannico Sir Neville Marriner.